# Воейков, Иван Васильевич Меньшой
Иван Меньшой Васильевич Воейков (ум. 1606) — русский государственный и военный деятель, стольник, чашник и опричник. Второй сын воеводы Василия Степановича Воейкова. Происходил из захудалого дворянского рода Воейковых.

## Биография
Иван Васильевич Воейков выдвинулся во время опричнины. Впервые упоминается в источниках в 1572 году. Во время ливонских походов царя Ивана IV Васильевича Грозного (1572—1579) И. В. Меньшой Воейков упоминается в чине рынды. В 1576 году участвовал в свите царя в чине стольников во время похода «по крымским вестям» на Калугу. В 1581-1584 годах Иван Васильевич Воейков упоминается среди чашников, рынд и стольников на дипломатических приёмах.
Иван Васильевич Воейков пользовался доверием правителя, а затем царя Бориса Фёдоровича Годунова. В 1584 году по его приказу убил казначея Петра Ивановича Головина, отправленного в ссылку в Арзамас. В 1599/1600 году служил головой в «Новом городе на Верхотурье», затем царь Борис Годунов поручил ему наблюдать за опальным боярином Фёдором Никитичем Романовым, насильно постриженным в монахи под именем Филарета. В дальнейшем И. В. Меньшой Воейков был выборным дворянином по Вязьме.
В мае 1606 году дворянин И. В. Меньшой Воейков принял участие в боярском заговоре под руководством князей Шуйских против Лжедмитрия I. Дети боярские Иван Васильевич Воейков и Григорий Леонтьевич Валуев умертвили самозванца, выстрелив в него из пищалей.
В том же 1606 году дворянин Иван Васильевич Воейков, сохранявший верность царю Василию Шуйскому и отказавшийся признать царем Лжепетра, был убит в Путивле.